# Joan de Déu Trias i Giró
Joan de Déu Trias i Giró (Barcelona, 28 de juny de 1859 - Barcelona, – 29 de novembre de 1914) fou un jurista i professor universitari català.
Fill de Frederic Trias i Planas, fou catedràtic de dret internacional a la Universitat de Barcelona. Fou delegat a Barcelona en les assemblees catalanistes de Manresa (1892) i de Reus (1893). Intervingué en la defensa del dret català i publicà obres sobre aquesta qüestió.
Cursà la carrera de dret a la Universitat de Barcelona, llicenciant-se el 1880 i, posteriorment, es doctorà en dret civil i dret canònic a la Universitat Central de Madrid el 1881. El novembre de 1881 és nomenat professor auxiliar de dret, i imparteix docència en les càtedres de dret romà, dret polític i dret administratiu, dret canònic i disciplina eclesiàstica. El 1886, després de concursar, és nomenat catedràtic de dret internacional públic i privat de la Universitat de Barcelona. L'any acadèmic 1897-1898, per designació del rectorat, imparteix un curset sobre dret civil català. Fou catedràtic d'Història i Elements de Dret Romà de la Universitat de Salamanca, mitjançant oposició, el 1883, i de Dret natural de la Universitat de Saragossa (1884) i, després, de Dret internacional públic i privat de la Universitat de Barcelona el 1886.
Fou membre de l'Acadèmia de Jurisprudència i Legislació de Catalunya, de la qual va arribar a ostentar la presidència entre els anys 1901 i 1903. A causa de la seva projecció internacional, va ser nomenat membre de l'Institut de Dret Comparat de Brussel·les. Entre les seves publicacions destaquem les molt nombroses que va tenir de Dret internacional tant públic com privat (extraterritorialitat, nacionalitat, persones jurídiques de fi no utilitari, reenviament, protecció internacional de la propietat industrial, etc.) i aquelles altres dedicades al Coprincipat d'Andorra, arribant a qualificar aquesta institució com funesta. Els seus treballs de Dret civil català evidencien la influència del Dret canònic i del dret romà en el substrat constitutiu de la mateixa i el seu caràcter supletori. Va redactar amb Francesc Romaní i Puigdengolas un "Anteproyecto de Apéndice de Derecho Civil de Cataluña", que fou oficialment presentat el 1902.
Va contreure matrimoni amb Rosa Bes Baquer i és el pare del famós catedràtic de Dret Internacional Josep Maria Trias de Bes.

## Família
Joan de Déu Trias és fill de Frederic Trias i pare de Josep Maria Trias de Bes i Giró. Alhora, és avi de Santiago Dexeus i Trias de Bes i de Josep Maria Dexeus i besavi de Xabier Añoveros, Julio Añoveros, Josep Maria Trias de Bes i Serra, Francesc Tusquets i Carles Tusquets.
És sogre de Santiago Dexeus i Font.